# Saint-Georges-sur-Moulon
Saint-Georges-sur-Moulon è un comune francese di 762 abitanti situato nel dipartimento del Cher, nella regione del Centro-Valle della Loira.

## Società

### Evoluzione demografica
Abitanti censiti